# Bancando o Chef
Bancando o Chef foi um talent show de culinária brasileiro exibido pela RecordTV como uma extensão do programa Hoje em Dia. Estreou em 3 de outubro de 2018 sob a apresentação do chef de cozinha Dalton Rangel e direção de Bruno Gomes. Exibido toda sexta-feira às 11h30, o programa traz dois participantes e um time de jurados diferentes a cada semana.

## Produção
Em julho de 2018, vislumbrando a boa onda de programas gastronômicos, a direção da RecordTV começou a desenvolver uma atração temática com o chef Dalton Rangel para ser exibido como uma extensão do Hoje em Dia. Em 22 de agosto, Dalton revelou no Programa do Porchat que o programa já estava em produção e os cenários prontos. Em 11 de setembro foi anunciado o nome como Bancando o Chef e que a primeira temporada teria 9 episódios.

## O programa
A cada semana duas celebridades disputam entre si a preparação de um prato de mesma temáticas. O apresentador dá uma lista de ingredientes obrigatórios que os participantes devem utilizar, perdendo pontos a cada um excluído e ficando o resto adicional por conta deles incrementar. Além disso, os participantes podem pedir três dicas ao apresentador no decorrer do tempo de preparação – entre 45 e 60 minutos. Uma dupla diferente de chefes profissionais é convidada semanalmente para julgar os pratos, levando em consideração os critérios de sabor e aparência, além de acompanharem de perto o modo de preparo e a utilização dos ingredientes obrigatórios.

## Participantes
- Nomes em negrito indicam o vencedor da semana.

### Primeira temporada (2018)
| # | # | Título                                 | Exibição original      |
| --- | - | -------------------------------------- | ---------------------- |
| 1 | 1 | "Ana Hickmann x César Filho"           | 5 de outubro de 2018   |
| Tema: Culinária italiana - Pratos: Fettuccini ao ragu de fraudinha (Ana); Lasanha calabresa (César) - Jurados: Filomena Chiarella e Rodolfo De Santis                   |   |                                        |                        |
| 2 | 2 | "Adriana Bombom x Igor Rickli"         | 12 de outubro de 2018  |
| Tema: Camarão - Pratos: Escondidinho de camarão (Adriana); Camarão na moranga (Igor) - Jurados: Tássia Magalhães e Juliana Amorim                                       |   |                                        |                        |
| 3 | 3 | "Jojo Maronttinni x Tato"              | 26 de outubro de 2018  |
| Tema: Culinária portuguesa - Pratos: Arroz de polvo com tentáculos grelhados (Jojo); Bacalhau com nata e farofa de broa (Tato) - Jurados: Helio Martins e Luís Espanada |   |                                        |                        |
| 4 | 4 | "Renata Alves x Frank Aguiar"          | 2 de novembro de 2018  |
| Tema: Culinária nordestina - Pratos: Bobó de camarão (Renata); Baião de dois (Frank) - Jurados: Carlos Ribeiro e Fitó Cafira                                            |   |                                        |                        |
| 5 | 5 | "Fabíola Gadelha x Antonia Fontenelle" | 9 de outubro de 2018   |
| Tema: Sobremesas - Pratos: Torta de maçã invertida (Fabíola); Pavê de doce de leite com banana (Antonia) - Jurados: Heloisa Bacellar e Joyce Galvão                     |   |                                        |                        |
| 6 | 6 | "Sidney Sampaio x Reinaldo Gottino"    | 23 de novembro de 2018 |
| Tema: Hambúrguer artesanal - Pratos: Hambúrguer artesanal (Sidney e Gottino) - Jurados: Cauê Fantone e Fih Fernandes                                                    |   |                                        |                        |
| 7 | 7 | "Ticiane Pinheiro x Gretchen"          | 30 de novembro de 2018 |
| Tema: Bolos - Pratos: Naked cake de brigadeiro (Ticiane); Bolo red velvet (Gretchen) - Jurados: Diego Lozano e Roberta Zogbi                                            |   |                                        |                        |
| 8 | 8 | "Guilherme Cardoso x Fernando Zor"     | 7 de dezembro de 2018  |
| Tema: Culinária mineira - Pratos: Tutu a mineira com costelinha (Guilherme); Frango com quiabo e angu (Fernando) - Jurados: Elzinha Nunes e Fernando Carneiro           |   |                                        |                        |
| 9 | 9 | "Rita Cadillac x Carla Prata"          | 28 de dezembro de 2018 |
| Tema: Sobremesas com frutas - Pratos: Cheesecake com calda de damasco (Rita); Pavê de amêndoas (Carla) - Jurados: Elzinha Nunes e Fernando Carneiro                     |   |                                        |                        |

### Segunda temporada (2019)
| # | #  | Título                                             | Exibição original      |
| --- | -- | -------------------------------------------------- | ---------------------- |
| 1 | 10 | "Nadja Pessoa x Yudi Tamashiro"                    | 8 de março de 2019     |
| Tema: Tortas salgadas - Pratos: Torta de queijo com cebola caramelizada (Nadja); Torta de carne seca (Yudi) - Jurados: Juliana Bel e Maria José Cunha Rosa                             |    |                                                    |                        |
| 2 | 11 | "Matheus Ceará x Marcelo Zangrandi"                | 5 de abril de 2019     |
| Tema: Filé - Pratos: Picadinho de filé mignon (Matheus); Filé Oswaldo Aranha (Marcelo) - Jurados: Ivan Achcar e Lígia Karazawa                                                         |    |                                                    |                        |
| 3 | 12 | "Andreia Sorvetão x Valesca Popozuda"              | 10 de maio de 2019     |
| Tema: Sobremesas para o Dia das Mães - Pratos: Torta de limão com merengue (Andreia); Cheesecake de chocolate com frutas vermelhas (Valesca) - Jurados: Katia Farias e Rodrigo Ribeiro |    |                                                    |                        |
| 4 | 13 | "Mariano e Carla Prata x Rafael Ilha e Aline Kezh" | 7 de junho de 2019     |
| Tema: Risoto - Pratos: Risoto de camarão com alho poró e laranja (Mariano e Carla); Risoto de linguiça com hortelã (Rafael e Aline) - Jurados: Benoit Mathurin e Tássia Magalhães      |    |                                                    |                        |
| 5 | 14 | "Dudu Nobre x Isabel Fillardis"                    | 5 de julho de 2019     |
| Tema: Pasteis - Pratos: 6 pasteis com 4 recheios cada e massa fresca (Dudu e Isabel) - Jurados: Guga Rocha e Talitha Barros                                                            |    |                                                    |                        |
| 6 | 15 | "Suzana Alves x Fabíola Reipert"                   | 30 de agosto de 2019   |
| Tema: Frango - Pratos: Galinhada (Suzana); Fricassê (Fabíola) - Jurados: Maria Yonaha e Rodrigo Aguiar                                                                                 |    |                                                    |                        |
| 7 | 16 | "João Neto & Frederico x Henrique & Diego"         | 24 de setembro de 2019 |
| Tema: Aipim - Pratos: Carne seca acebolada com aipim (João Neto & Frederico); Vaca atolada (Henrique & Diego) - Jurados: Giovanna Perrone e Rodrigo Levino                             |    |                                                    |                        |
| 8 | 17 | "D'Black x Rayanne Morais"                         | 5 de novembro de 2019  |
| Tema: Culinária Paulista - Pratos: Virado a Paulista (D'Black); Bife a parmegiana com fritas (Rayanne) - Jurados: Fábio Vieira e Mariana Valentini                                     |    |                                                    |                        |
| 9 | 18 | "Celso Zucatelli x Andréa Nóbrega"                 | 1 de janeiro de 2020   |
| Tema: Nhoque - Pratos: Nhoque de mandioquinha (Zucatelli); Nhoque de batata (Andréa) - Jurados: Carlos Pissani e Fábio Aiello                                                          |    |                                                    |                        |